# Кастелвекио (Виченца)
Кастелвекио је насеље у Италији у округу Виченца, региону Венето.
Према процени из 2011. у насељу је живело 125 становника. Насеље се налази на надморској висини од 782 м.